# Siciînți, Dunaiivți
Siciînți (în ucraineană Січинці) este o comună în raionul Dunaiivți, regiunea Hmelnîțkîi, Ucraina, formată numai din satul de reședință.

## Demografie
Componența lingvistică a comunei Siciînți
     Ucraineană (98,08%)
     Rusă (1,81%)
     Alte limbi (0,11%)
Conform recensământului din 2001, majoritatea populației comunei Siciînți era vorbitoare de ucraineană (98,08%), existând în minoritate și vorbitori de rusă (1,81%).